# Blockberry Creative
Blockberry Creative (кор. 블록베리크리에이티브; стилізується як BlockBerry Creative) — південнокорейський лейбл звукозапису, заснований у 2016 році. Він є дочірньою компанією Polaris Entertainment. Лейбл раніше керував солісткою Соне та жіночим гуртом Loona.

## Історія
Blockberry Creative було офіційно засновано 22 березня 2016 року як дочірній лейбл Polaris Entertainment, яка у свою чергу є дочірньою компанією великого південнокорейського конгломерату по торгівлі зброєю Ilgwang Group.
2 жовтня 2016 року компанія запустила свій перший проєкт — жіночий гурт Loona (кор. 이달의 소녀, трансліт. Ідалуй соньо; букв. Дівчина місяця), який, як очікувалося, триватиме 18 місяців. Проєкт окремо представляв кожну учасницю нового гурту, які по черзі випускали свій сольний сингл, і до березня 2018 року усі дівчата були представлені. Станом на червень 2023 року всі учасниці Loona виграли справи про розірвання контрактів і покинули Blockberry Creative.
У лютому 2022 року Соне, колишня учасниця Wonder Girls, підписала контракт з Blockberry Creative. 16 березня 2022 року Blockberry оголосили про свій перший чоловічий проєкт «Хлопець місяця» (кор. 이달 의 소년, трансліт. Ідалуй соньон).
29 червня 2023 року Соне оголосила у своєму обліковому записі в соціальних мережах, що розірвала контракт із Blockberry Creative.

## Колишні артисти
- Loona
  - Чу (2017—2022)
  - Кім Ліп (2017—2023)
  - Джінсоль (2017—2023)
  - Чхвері (2017—2023)
  - Хіджін (2016—2023)
  - Хьонджін (2016—2023)
  - Віві (2016—2023)
  - Хасиль (2016—2023)
  - Йоджін (2016—2023)
  - Ів (2017—2023)
  - Ґо Вон (2018—2023)
  - Хеджу (раніше відома як Олівія Хе) (2018—2023)
- Loona 1/3
- Loona Odd Eye Circle
- Loona yyxy
- Соне (2022—2023)